# 小行星12828
小行星12828（12828 Batteas）是一颗绕太阳运转的小行星，为主小行星带小行星。该小行星于1997年1月3日发现。

## 轨道参数
小行星12828的轨道半长轴为2.2611837 UA，离心率为0.134。